# Siglo II a. C.

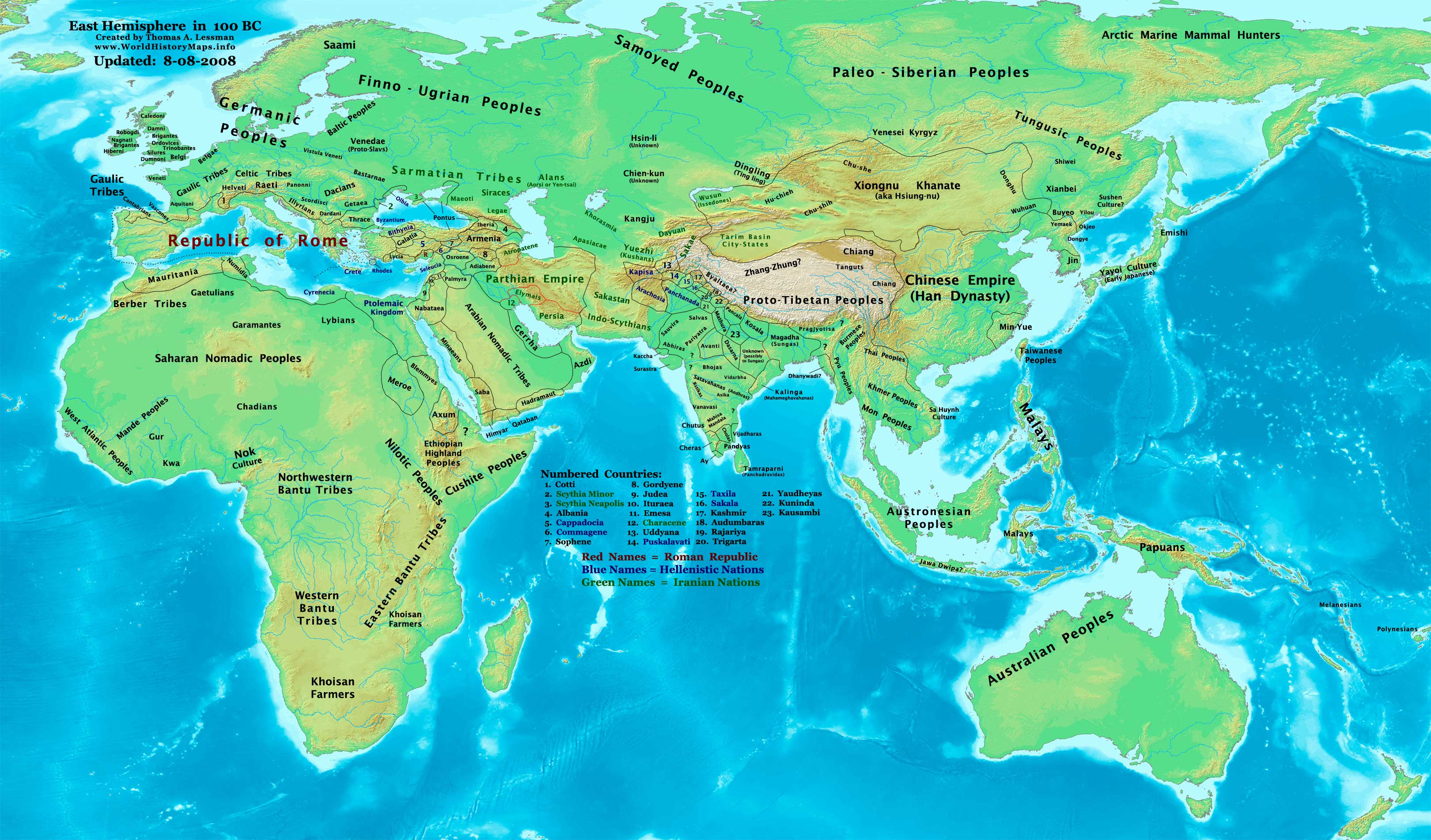
Hemisferio oriental a finales del siglo II a. C.

El siglo II a. C. o siglo II a. e. c. (siglo segundo antes de la era común) comenzó el 1 de enero del 200 a. C. y terminó el 31 de diciembre del 101 a. C. Este siglo verá la decadencia del Egipto Ptolemaico y, en general, de todos los países helenísticos, favoreciendo la política expansionista de Roma por el Mediterráneo, que consiguió conquistar parte de la Galia, Grecia, Asia Menor, los territorios africanos de Cartago y gran parte de Hispania.

## Acontecimientos

### Guerras y política

#### Egipto
- 196 a. C.: en el Egipto helenístico, se talla la piedra Rosetta.

#### República romana
- 197 a. C.: batalla de Cinoscéfalos, en la que los romanos vencen a los macedonios.
- 169 a. C.: Roma conquista Macedonia.
- 154-138 a. C.: en Hispania, guerra de Roma contra los lusitanos
- 154-133 a. C.: en Hispania, guerra de Roma contra celtíberos y vacceos.
- 153 a. C.: Roma cambia la toma de posesión de los cónsules al 1 de enero.
- 149-146 a. C.: en el norte de África se libra la tercera guerra púnica y la ciudad de Cartago es destruida.
- 149 al 146 a. C.: Los cartagineses atacan Numidia (Argelia) y los romanos, aduciendo que los cartagineses rompían los acuerdos de rendición de 202, atacan Cartago. Comienza la tercera guerra púnica, que concluye con la total destrucción de Cartago.[1]
- 139 a. C.: Viriato muere asesinado tras haber sido traicionado por tres de sus generales.
- 138 a. C.: en España se funda la aldea Valentia Edetanorum (actual ciudad de Valencia).
- 134 al 121 a. C.: Tiberio y Cayo Graco, tribunos de la plebe, impulsan reformas que buscan convertir a los proletarios en campesinos con tierra. Tiberio es asesinado en 133 a. C. y Cayo muere en 121 en su intento de huir de Roma.[1]
- 133 a. C.: Escipión Emiliano conquista Numancia.
- 135-132 a. C.: Primera guerra servil, revuelta de los esclavos sicilianos liderados por Eunoo
- 132-122 a. C.: los Gracos realizan sus reformas.
- 123 a. C.: Quinto Cecilio Metelo Baleárico conquista las islas Baleares.
- 104-100 a. C.: segunda guerra servil, revuelta de los esclavos sicilianos liderada por Trifon y Atenión.

#### América
- 150 a. C. (aprox): en el corazón de Mesoamérica, grupos aldeanos de filiación étnica debatida se asientan y comienzan a urbanizar Teotihuacán.

#### Asia
- 185 a. C.: el sacerdote Púsiamitra Shunga asesina al último emperador Maurya y se convierte en emperador de la dinastía Shunga.
- 140 a. C.: los chinos expulsan a los hunos.
- 129 a. C.: los partos arrebatan Babilonia a los seléucidas.
- 117 al 115 a. C.: Los Han conquistan el norte de China y se extienden por Asia Central.[1]
- Años 110 a. C.: en Judea, hacia fines del siglo, se escriben el Libro de Judit y el Libro de Ester (que actualmente forman parte de la Biblia).
- En este siglo se desarrolla en Japón una sociedad de cazadores y pescadores.

### Cultura
- En la importante zona entre el río Ganges y el río Iamuna (en el norte de la India) finaliza la Cultura de la cerámica negra pulida norteña, de poco desarrollo tecnológico.
- 180 a. C.: en la actual Turquía se realiza el Altar de Pérgamo.
- Escultura helenística: Victoria de Samotracia y la Venus de Milo.
- Asimilación del género épico griego por parte de los poetas latinos, que abandonan sus versos tradicionales por la métrica griega.[1]

## Personas relevantes

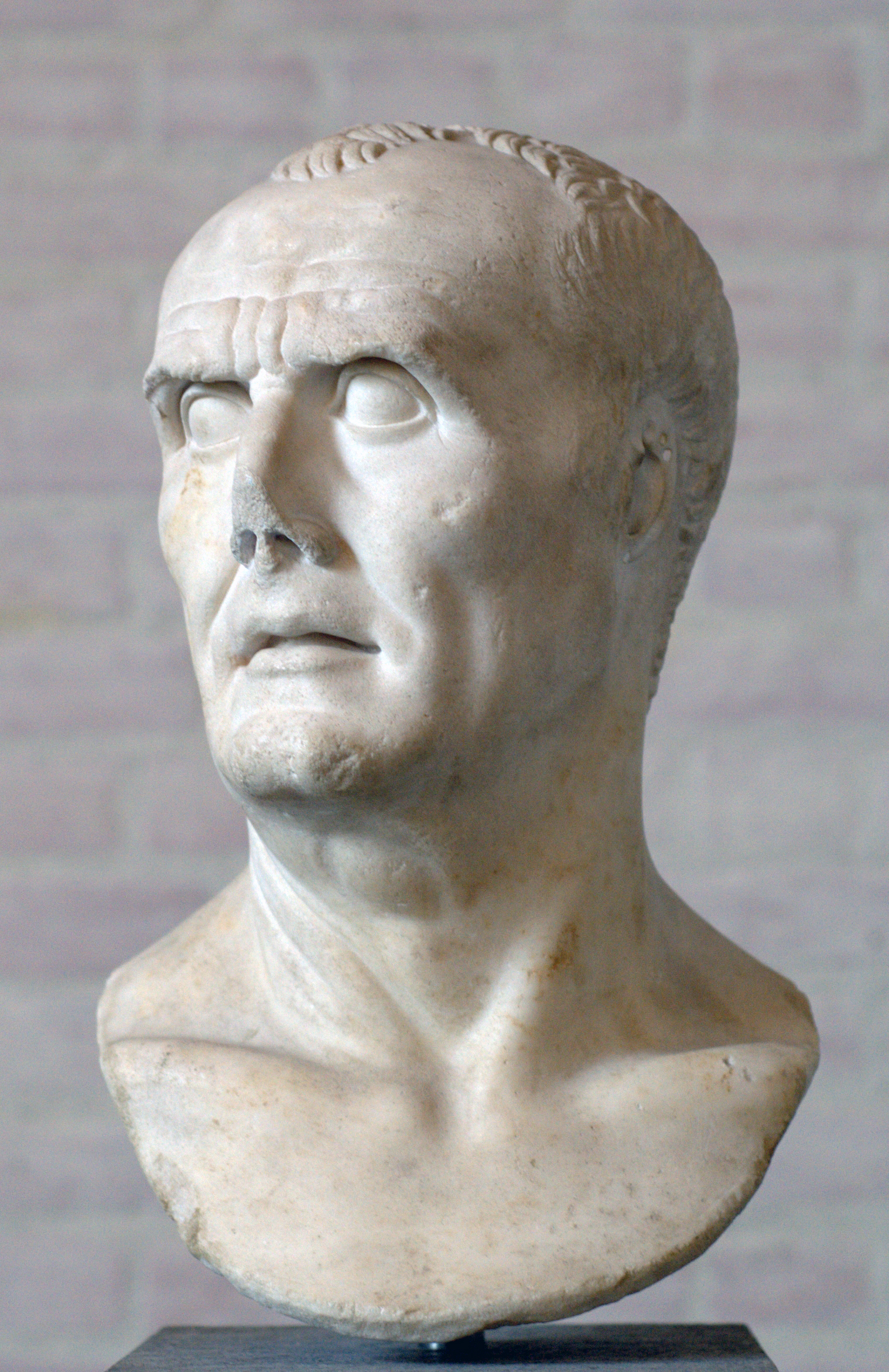
Cayo Mario, militar y político romano, miembro de la facción popular del Senado y reformista del ejército.

- Apolonio de Perge (262-190 a. C.): Padre de la Gramática Antigua
- Antíoco IV Epífanes (215-163 a. C.): rey seléucida.
- Hiparco de Nicea (190-120 a. C.), astrónomo griego. Inventó un método para localizar posiciones geográficas por medio de latitudes y longitudes, catalogó el brillo de unas mil estrellas y sentó las bases de la trigonometría moderna.[1]
- Apolodoro de Atenas (180-119 a. C.): gramático, historiador y mitógrafo griego.
- Asdrúbal el Beotarca: militar cartaginés, comandante en la tercera guerra púnica.
- Boiorix, rey de los cimbrios.
- Carnéades, filósofo griego.
- Catón el Viejo (234-149 a. C.): senador romano.
- Cayo Mario (157-86 a. C.): militar y político romano.
- Cayo Sempronio Graco (154-121 a. C.): político romano.
- Cicerón (106-43 a. C.): orador y político romano.
- Hiparco de Nicea (190-120 a. C.): astrónomo, geógrafo y matemático griego.
- Judas Macabeo, líder de la rebelión judía contra los griegos.
- Liu An (179-122 a. C.), geógrafo chino, inventor del tofu.
- Lucio Cornelio Cinna (130-84 a. C.): político romano.
- Marco Emilio Escauro (163-89 a. C.): político romano.
- Masinisa (238-148 a. C.): rey numidio y aliado de Roma.
- Plauto, dramaturgo romano.
- Polibio (200-118 a. C.): historiador griego.
- Publio Cornelio Escipión Emiliano (185-129 a. C.): militar y político romano, conquistador de Cartago y Numancia.
- Quinto Cecilio Metelo el Numídico (190-91 a. C.): militar y político romano.
- Quinto Lutacio Cátulo (m. 87 a. C.): militar y político romano.
- Sima Qian (145-90 a. C.): historiador chino.
- Terencio (190-159 a. C.): comediógrafo romano.
- Teutobod, rey de los teutones.
- Tiberio Sempronio Graco (164-133 a. C.): político romano.
- Tito Quincio Flaminino (228-174 a. C.): militar y político romano, vencedor de la Batalla de Cinoscéfalos.
- Viriato (m. 139 a. C.): caudillo de la tribu de los lusitanos de Hispania.
- Wu de Han (156-87 a. C.): emperador chino de la dinastía Han.
- Zhang Qian (150-113 a. C.): militar y explorador chino.